# Palais des sports Loujniki
Le palais des sports Loujniki (en russe : Дворец спорта Лужники), anciennement le palais des sports du stade central de Lénine, est une arène sportive à Moscou, en Russie, qui fait partie du Complexe olympique Loujniki. Construit en 1956, il avait à l'origine une capacité de 13 700 spectateurs. L'enceinte a accueilli des championnats du monde et d'Europe de hockey sur glace, de gymnastique, de volley-ball, de basket-ball, de boxe, de skateboard et d'autres sports.
Il accueille plusieurs matchs du tournoi de hockey sur glace de la Série du siècle 1972 entre l'Union soviétique et le Canada ainsi que des épreuves de gymnastique et de judo aux Jeux olympiques d'été de 1980.
Le palais est ensuite principalement utilisé pour le club de hockey sur glace du HK Dinamo Moscou jusqu'à l'année 2000, le club déménageant ensuite à la Petite arène sportive Loujniki. En 2002, l'aréna subit une reconstruction majeure et la capacité d'accueil est réduite à 11 500 places. L'aréna accueille les Championnats du monde de patinage artistique 2005.

## Événements sportifs notables
- Spartakiades 1956, 1959, 1963, 1967, 1971 et 1979 [3]
- Championnats du monde de hockey sur glace : 1957, 1973, 1979 et 1986 [3]
- Championnat du monde féminin de basket-ball 1959 [3]
- Championnat du monde féminin de volley-ball 1962[3]
- Championnat du monde masculin de volley-ball 1962[3]
- Championnats d'Europe de patinage artistique 1965
- Championnat d'Europe masculin de basket-ball 1965
- Matchs 5-8 de la Série du siècle 1972 Canada-URSS en hockey sur glace[3]
- Matchs 5-8 de la Série du siècle 1974 Canada-URSS en hockey sur glace
- Goodwill Games de 1986 [3]
- Championnat d'Europe de futsal 2001
- Coupe intercontinentale masculine de handball 2002[4]
- Championnats du monde de patinage artistique 2005

## Concerts notables
- Big Country – 1988
- Cannibal Corpse – 1993
- Scorpions – 1997
- Scooter – 2000
- Rammstein – 2001
- Judas Priest - 2005
- Kraftwerk – 2004
- Depeche Mode & The Bravery – 2006
- Muse – 2007
- Ranetki Girls - 2008,2009
- Dream Theater, Nightwish – 2009
- Smokie – 2011

## Voir également
- Complexe olympique Loujniki